# 小行星8258
小行星8258（英語：8258）是一颗围绕太阳公转的小行星。1982年9月15日，安東寧·姆爾科斯在克列特发现了此天体。
这颗小行星的绝对星等为343.4420077934267等。